# Marcus Heeresma
Marcus Aurelius Heeresma (Amsterdam, 6 juni 1936 - Amsterdam, 27 april 1991) was een Nederlandse romanschrijver en dichter. Hij schreef de romans: Anna (1977) en De lokettist (1988), de novelle Landgenoten (1983) en de dichtbundels De oceaanzeiler (1978) en Hoerenzoon (1990).
Zijn vader was de theoloog Heere Heeresma, godsdienstleraar en hoofdredacteur van het maandblad De Flambouw; zijn moeder heette Hendrika van der Zwan. Hij had een oudere broer en een jongere broer die eveneens schrijver waren: S.H. (Heere) Heeresma (1932-2011) en F.J. (Faber) Heeresma (1939-1969).